# Đại Ngu
Đại Ngu (chữ Hán: 大虞) là quốc hiệu Việt Nam thời nhà Hồ, tồn tại từ năm 1400 đến khi cha con Hồ Quý Ly và Hồ Hán Thương bị bắt năm 1407.

## Khái niệm
Quốc hiệu Đại Việt được đổi thành Đại Ngu vào tháng 3 năm 1400 khi Hồ Quý Ly lên nắm quyền.. Sau đó vào tháng 4 năm 1407, nhà Hồ bị thất bại trước nhà Minh, và tên Đại Ngu không được dùng làm quốc hiệu từ thời điểm đó. Sau khi nhà Hậu Lê chiến tranh giành lại độc lập, quốc hiệu của Việt Nam đổi lại thành Đại Việt.
Chữ "Ngu" (虞) trong quốc hiệu "Đại Ngu" (大虞) của nhà Hồ có nghĩa là "sự yên vui, hòa bình", không phải chữ "Ngu" (愚) mang nghĩa là "ngu ngốc". "Đại Ngu" có thể hiểu là ước vọng về một sự bình yên rộng lớn trên khắp cõi giang sơn.
Có một thuyết khác cho rằng họ Hồ là con cháu Ngu Thuấn, là một trong Ngũ Đế nổi tiếng ở Trung Hoa thời thượng cổ. Sau này con Ngu Yên là Vĩ Mãn được Chu Vũ Vương của nhà Chu phong cho ở đất Trần, gọi là Hồ Công Mãn, sau dùng chữ Hồ làm tên họ. Hồ Quý Ly nhận mình là dòng dõi họ Hồ, con cháu Ngu Thuấn, nên đặt quốc hiệu là Đại Ngu.